# シャノン・ケイン
シャノン・ケイン（Shannon Kane、1985年9月14日 - ）は、アメリカ合衆国の女優。

## 出演作品
- パーフェクト・トラップ
- S.W.A.T. 闇の標的
- クロッシング
- CSI:マイアミ
- ザ・ヤング・アンド・ザ・レストレス
- オール・マイ・チルドレン
- オリジナルズ